# ヘルムート・ブラドル
ヘルムート・ブラドル ( Helmut Bradl, 1961年11月17日 - ) は、ドイツ出身の元オートバイレーサー。

## 経歴
ラインハルト・ロス、アントン・マンク、マーチン・ウィマーらと並ぶ、ドイツを代表するオートバイレーサーの一人。1980年代後半から1990年代前半にかけて活躍した。
1986年から1993年まで、ホンダのマシンを駆ってロードレース世界選手権250ccクラスに参戦した。ベストシーズンは1991年で、ハーベー(HB)・ホンダチームでワークス仕様のNSR250を駆ったブラドルは5勝を挙げる活躍を見せた。しかしチャンピオン争いでは8勝を挙げたルカ・カダローラに競り負け、惜しくも2位に終わった。
現在ブラドルはブルゲンラント州のツァーリングで、兄のマックスと共にバイクと芝刈り機を扱うホンダのディーラーを経営している。マックスもかつてはオートバイレーサーであり、その後メカニックに転身し弟ヘルムートを支えていた。
2005年には息子のステファン・ブラドルがロードレース世界選手権125ccクラスにデビューを果たした。ステファンは2008年に初勝利を挙げ、GP史上6組目の親子優勝を達成した。

## ロードレース世界選手権 戦績
| シーズン | クラス | バイク | 出走 | 優勝 | 表彰台 | PP | ポイント | 順位 |
| -------- | ------ | ------ | ---- | ---- | ------ | -- | -------- | ---- |
| 1986年   | 250cc  | ホンダ | 1    | 0    | 0      | 0  | 0        | -    |
| 1987年   | 250cc  | ホンダ | 2    | 0    | 0      | 0  | 0        | -    |
| 1988年   | 250cc  | ホンダ | 13   | 0    | 0      | 0  | 27       | 17位 |
| 1989年   | 250cc  | ホンダ | 15   | 0    | 0      | 1  | 88       | 9位  |
| 1990年   | 250cc  | ホンダ | 12   | 0    | 6      | 2  | 150      | 4位  |
| 1991年   | 250cc  | ホンダ | 15   | 5    | 11     | 7  | 220      | 2位  |
| 1992年   | 250cc  | ホンダ | 12   | 0    | 2      | 2  | 89       | 4位  |
| 1993年   | 250cc  | ホンダ | 14   | 0    | 2      | 0  | 126      | 7位  |
| 合計     |        |        | 84   | 5    | 21     | 12 | 700      |      |